# خانه باقریون
خانه باقریون مربوط به دوره صفوی است و در نائین، خیابان دکتر طبی، محله کلوان، کوچه عامری، پلاک ۱۸ واقع شده و این اثر در تاریخ ۱۸ آذر ۱۳۸۷ با شمارهٔ ثبت ۲۳۹۱۴ به‌عنوان یکی از آثار ملی ایران به ثبت رسیده است.